# Alsophila bartlettii
Alsophila bartlettii là một loài thực vật có mạch trong họ Cyatheaceae. Loài này được (Copel.) C. Chr. mô tả khoa học đầu tiên năm 1934.